# Miconia cacatin
Miconia cacatin là một loài thực vật có hoa trong họ Mua. Loài này được (Aubl.) S.S. Renner mô tả khoa học đầu tiên năm 1989.